# 6151 Viget
6151 Viget è un asteroide della fascia principale. Scoperto nel 1987, presenta un'orbita caratterizzata da un semiasse maggiore pari a 2,2591473 UA e da un'eccentricità di 0,0893184, inclinata di 7,24072° rispetto all'eclittica.